# Монастырский (Саратовская область)
Монастырский — поселок в Давыдовском муниципальном образовании Пугачёвского района Саратовской области.

## География
Находится на правом берегу реки Большой Иргиз на расстоянии примерно 3 километра по прямой на юг от районного центра города Пугачёв. 

## История
Поселок основан в 1930 году на территории бывшего Средне-Никольского монастыря (основан старообрядцами в XVIII веке как мужской монастырь, в 1837 году был у них отобран и превращен в 1843 году в женский единоверческий монастырь).  Название МОПР, присвоенное поселку,  относится к организации "Международная организация помощи революционерам", чей опорный пункт был размещен в одном из строений монастыря. В 2009 году поселок был переименован.

## Население
Население составляло 63 человека по переписи 2002 года (русские 94%) ,  51  по переписи 2010 года.

## Инфраструктура
Свято-Никольский православный женский монастырь. Учрежден в 2000 году.